# تبال
تبال یا تابال (انگلیسی: Tabal) اهالی پادشاهی ای بودند که حدود ۹۰۰ پیش از میلاد مسیح سر برآورد و به زبان لووی سخن می‌گفتند.

## زبان مرده لووی

گسترهٔ زبان مرده لووی

اهالی پادشاهی تابال به لووی سخن می‌گفتند که این زبان از خویشاوندان نزدیک زبان هیتی بوده‌است.